# Arne Björkegren
Arne Björkegren, född 26 augusti 1929 i Stockholm, död där 10 augusti 2011, var en svensk konstnär. Han  var tvillingbror till Kurt Björkegren.
Björkegren var som konstnär autodidakt och bedrev självstudier under resor till USA, Mexiko, Afrika och ett flertal länder i Europa. Hans konst består av imaginära landskap, rymd- och havsbottenscenerier samt målningar med realistiska motiv i olja eller gouache. Björkegren är representerad i furst Rainer III:s konstsamling. Han skrev boken Bland palmer, korallrev och nattfjärilar 2001 som handlade om hans och broderns strapatser runt om i världen.